# Edmund Leukert

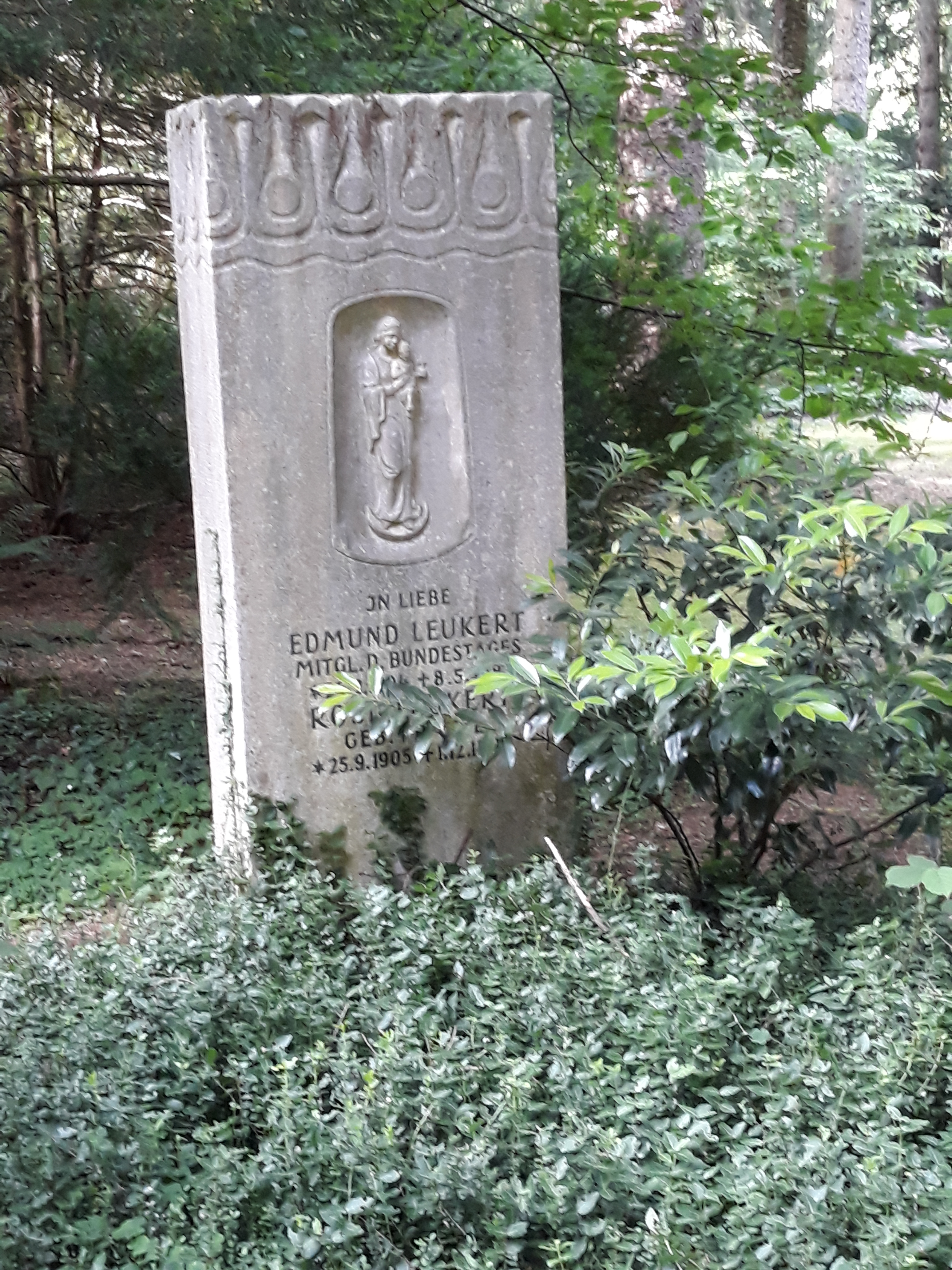
Das Grab von Edmund Leukert und seiner Ehefrau Rosa geborene Franz auf dem Waldfriedhof (München)

Edmund Leukert (* 24. Februar 1904 in Ruppersdorf bei Reichenberg, Österreich-Ungarn; † 10. Mai 1983 in München) war ein deutscher Gewerkschafter und Politiker (DCSVP, später CSU).

## Leben und Beruf
Nach dem Besuch der Volks- und Bürgerschule absolvierte Leukert eine Ausbildung zum Schlosser, bildete sich an der gewerblichen Fortbildungsschule fort und leistete anschließend Wehrdienst in der tschechoslowakischen Armee. In der Folgezeit engagierte er sich in der Katholischen Jugendbewegung, im Katholischen Gesellenverein und in der sudetendeutschen Christlichen Gewerkschaftsbewegung. Von 1928 bis 1938 fungierte er als Bezirksleiter der Christlichen Gewerkschaften in Reichenberg. Außerdem war er Vorstandsmitglied der Deutschen Krankenversicherungsanstalt in Reichenberg und des Deutschen Krankenkassenverbandes.
Leukert war von 1939 bis 1944 Abteilungsleiter der Handwerkskammer Reichenberg und 1943/44 Abteilungsleiter in der Gauwirtschaftskammer Sudetenland. Er nahm seit 1944 als Soldat am Zweiten Weltkrieg teil und geriet zuletzt in US-amerikanische Gefangenschaft, aus der er im Juni 1945 entlassen wurde.
Nach seiner Entlassung aus der Kriegsgefangenschaft siedelte Leukert als Heimatvertriebener nach Westdeutschland über und ließ sich in Bayern nieder, wo er Mitbegründer und Vorsitzender des Hauptausschusses der Flüchtlinge und Ausgewiesenen war. 1948 wurde er stellvertretender Geschäftsführer der Bayerischen Landessiedlung GmbH in München. Anfang der 1970er-Jahre war er Mitglied des Verwaltungsrates der Lastenausgleichsbank.

## Partei
Leukert war in den 1930er-Jahren Mitglied der Deutschen Christlich-Sozialen Volkspartei (DCSVP) und wurde zum stellvertretenden Kreisobmann der Partei in Reichenberg gewählt. Er schloss sich 1946 der CSU an, war zunächst Bezirksobmann der Union der Vertriebenen (UdV) für Oberbayern und wurde später Landesobmann der UdV.

## Abgeordneter
Leukert war in den 1930er-Jahren Ratsmitglied der Stadt Reichenberg. Dem Deutschen Bundestag gehörte er von 1953 bis 1957, vom 21. April 1958, als er für den verstorbenen Abgeordneten Wolfgang Klausner nachrückte bis 1961, und vom 27. Juni 1962, als er für den verstorbenen Abgeordneten Georg Baron Manteuffel-Szoege nachrückte, bis 1969 an. Er war stets über die Landesliste Bayern ins Parlament eingezogen.

## Auszeichnungen
- 1964: Bayerischer Verdienstorden
- 1978: Liebieg-Medaille des Heimatkreises Reichenberg in Augsburg